# مركبات المريخ المأهولة المتجولة

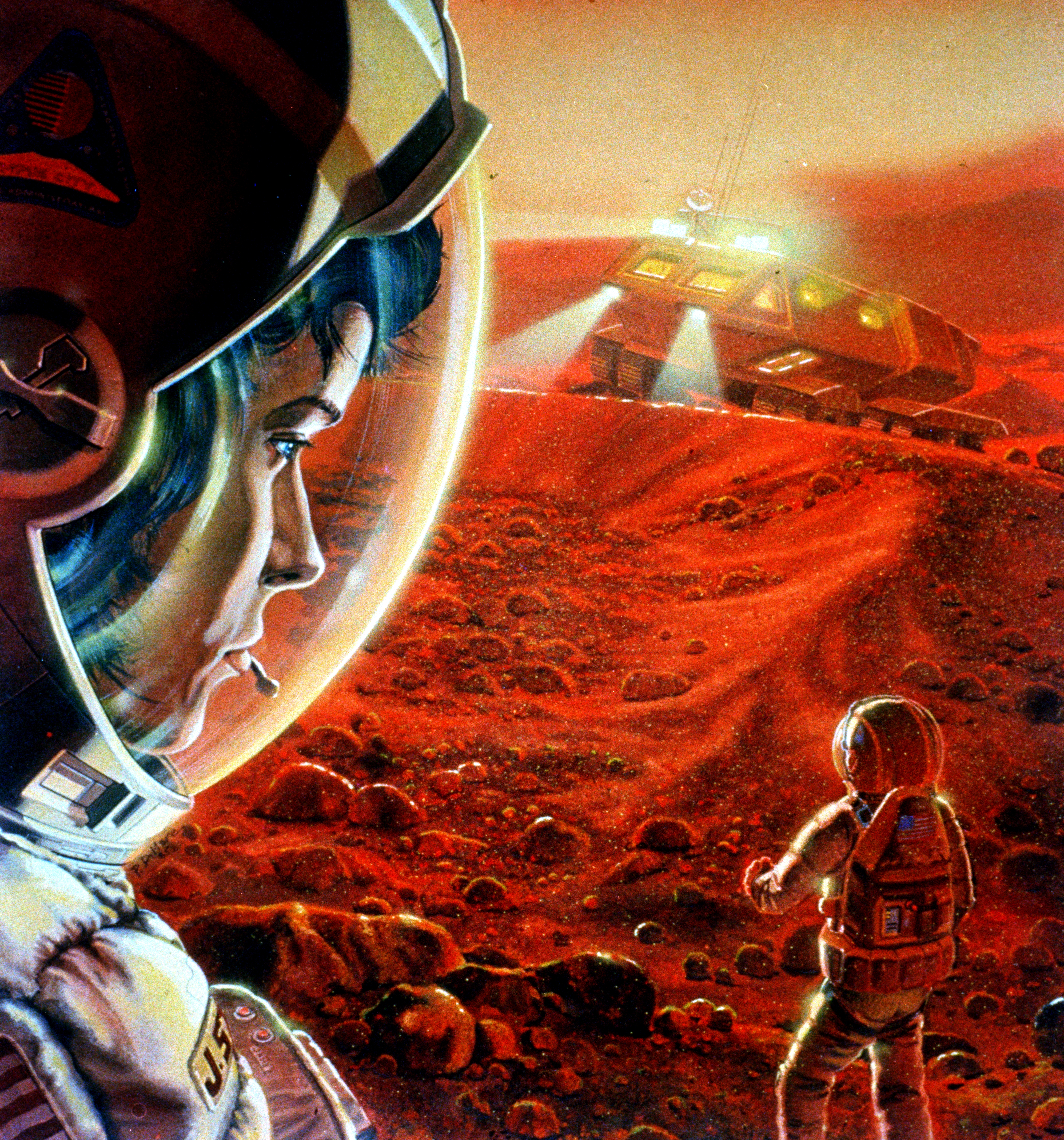

مركبات المريخ المأهولة المتجولة هي مركبات مريخية متجولة مُخصصة لنقل الأشخاص على كوكب المريخ، وقد صُورت كجزءٍ من المهمات البشرية المستقبلية إلى الكوكب الأحمر.
هناك نوعان من مركبات المريخ المأهولة المتجولة، مركبات غير مضغوطة مُخصصة لطاقم يرتدي بدلات فضائية، ومركبات مضغوطة يمكن أن يستعملها الطاقم بدون بدلة فضائية. صُورت المركبات المتجولة المضغوطة للرحلات القصيرة من القاعدة المريخية، أو قد تكون مجهزة لتُستعمل كقاعدة أو مختبر متحرك.
تعد مركبات المريخ المتجولة أحد مكونات التصميمات العديدة للمهمات البشرية إلى المريخ. على سبيل المثال، تضمن اقتراح أوستري للمهمات البشرية إلى المريخ مركبتين جوالتين محمولتين على متن مركبة هبوط وشحن لوجستية مزودة بالطاقة. يمكن لكل مركبة متجولة استيعاب طاقم مكون من شخصين في بيئة مضغوطة، تستمد الطاقة من مولد ستيرلنغ للنظائر المشعة.

## أمثلة
في ستينات القرن العشرين، قُدم تصميم وحدة السفر إلى المريخ بعد نجاح مهمة مهمة مارينر 4، من قبل مركز مارشال لرحلات الفضاء، والذي تضمن حمولةً شملت مختبر المريخ المضغوط المتنقل (مولاب). كانت إحدى أفكار مولاب هي أن تهبط على المريخ على عجلاتها، وهو ما أُطلق عليه مفهوم «المركبة المتجولة أولاً». شمل مولاب أسطوانةً مضغوطة للسماح لرواد الفضاء بالعمل دون بدلة فضاء حتى على سطح خارج كوكب الأرض.
فازت مركبة المريخ الاستكشافية المتجولة (إم إم إي آر) بجائزة تصميم في عام 2010. تضمنت بعض ميزاتها السماح بالعيش على متننها ورافعة وحجرة معادلة للضغط وستة عجلات اسفنجية من الداخل. تتميز ببناء معياريّ يسمح بتجميعها من أجزاء أصغر، وكان مصدر الطاقة المقترح هو بطاريات النظائر المشعة. استُخدمت مولدات النظائر المشعة (آر تي جي) على سبيس المثال في مهمة كاسيني هويجنز، مع نظام طاقة يعمل بالنظائر المشعة ينتج مئات الواط من الطاقة الكهربائية. ينتج النظام هذه الكمية من الطاقة بشكل مستمر مع انخفاض بطيء على مدى عقود، لتحويل بعض الحرارة الناتجة عن التحلل الإشعاعي إلى طاقة كهربائية، في حين تضيع كمية أكبر من الطاقة كإشعاع.
في عام 2017، عرضت شركة بارك براذر كونسيبتس تصميم مركبة المريخ المتجولة الخاصة بهم لأول مرة، والذي تميز بتصميم بست عجلات وغرفة قيادة مغلقة ومفهوم مختبر متنقل. على الرغم من عرض التصميم لأول مرة معرض سامر أوف مارس التابع لمركز كينيدي للفضاء، فإن التصميم ليس تابعاً لناسا، لكنه يعكس هدف الوكالات المتمثل في نقل البشر إلى المريخ بحلول أوائل ثلاثينات القرن الحادي والعشرين. ذكرت مجلة كار آند درايفر الحدث، وأطلقت على العربة المتجولة اسم «سيارة المريخ» وأشارت إلى المصممين والمواصفات المختلفة للمركبة، مثل حجمها.
أحد الأمثلة على تصميم تابع لناسا هو النسخة ذات العجلات من مركبة استكشاف الفضاء (إس إي في)، التي لها نسخة للفضاء الخارجي. اختُبرت نسخة مبكرة من إس إي في في عام 2008 من قبل ناسا في الصحراء. صُممت إس إي في، سواء نسخة الفضاء الخارجي أو النسخة المتجولة، لدعم شخصين لمدة 14 يوماً، وتشمل مرحاضاً وأماكن للنوم ويشمل أحد نسخها منفذاً لارتداء بدلات الفضاء للتنقل خارج المركبة. يتميز مفهوم آخر بنوافذ تسمح بالنظر إلى الأشياء القريبة جداً من المقدمة السفلية للمركبة المتجولة.